# مفوض أوحد
في الحكومة المحلية في الولايات المتحدة، تشير حكومة المفوض الأوحد إلى لجنة مقاطعة لا تحتوي إلا على مقعد واحد فقط. ويمتلك المفوض الأوحد عادة كل السلطات التشريعية والتنفيذية في المقاطعة. ورغم أنه عند الاعتماد على المفوض الأوحد لا يكون هناك أي مناظرات ظاهرة بين المفوضين، إلا أن المفوض الأوحد غالبًا ما يقوم بعقد اجتماعات عامة للحصول على ملاحظات العامة فيما يتعلق بالقرارات التي يتم إصدارها.
ورغم أن هذا الهيكل كان أكثر انتشارًا فيما مضى، إلا أن جورجيا حاليًا هي الولاية الوحيدة في الولايات المتحدة التي تحتوي على مقاطعات يحكمها مفوض أوحد. وتتوقف النقاشات التي تدور حول إنشاء أو إزالة حكومة المفوض الأوحد بصفة عامة على فكرة الفاعلية في مقابل التمثيل والنقاش.
وأغلب المقاطعات التي يحكمها المفوض الأوحد تكون صغيرة وريفية. ومع ذلك، فإن مقاطعتي بارتو (وهي جزء من المناطق الحضرية للغاية في التجمع الحضري في أتلانتا) ووالكر (جزء من التجمع الحضري لتشاتانوجا) تعد الاستثناءات البارزة.

## المقاطعات التي يحكمها المفوض الأوحد

### حاليًا في ولاية جورجيا
- بارتو
- بليكلي
- تشاتوجا
- موراي
- بيكنز
- بولاسكي
- تاونز
- يونيون
- والكر

## فيما مضى في ولاية جورجيا
- مقاطعة ويبستر، جورجيا